# San Joaquín, Honduras
San Joaquín är en ort i Honduras.   Den ligger i departementet Departamento de Copán, i den västra delen av landet, 210 km nordväst om huvudstaden Tegucigalpa. San Joaquín ligger 1 235 meter över havet och antalet invånare är 1 130.
Terrängen runt San Joaquín är kuperad åt sydost, men åt nordväst är den bergig. Runt San Joaquín är det ganska tätbefolkat, med 83 invånare per kvadratkilometer. Närmaste större samhälle är Florida, 7,4 km öster om San Joaquín. Omgivningarna runt San Joaquín är en mosaik av jordbruksmark och naturlig växtlighet.